# Mistrzostwa Świata Strongman 2007
Mistrzostwa Świata Strongman 2007 – doroczne, indywidualne zawody siłaczy. Trzydzieste Mistrzostwa Świata Strongman odbyły się w Stanach Zjednoczonych.

## Rundy kwalifikacyjne
Data: 15, 16, 17, 18 września 2007 r.

Miejsce: Kalifornia  Stany Zjednoczone: Anaheim, Huntington Beach, Long Beach
Zawodnicy zostali podzieleni na pięć pięcioosobowych grup. Dla każdej grupy przygotowano do rozegrania sześć konkurencji siłaczy. Do finału zakwalifikowało się dwóch najlepszych zawodników (z największą ilością punktów) z każdej z grup, czyli łącznie dziesięciu zawodników.
WYNIKI KWALIFIKACJI
Grupa 1
| Miejsce | Zawodnik           | Kraj              | Punkty |
| ------- | ------------------ | ----------------- | ------ |
| 1.      | Tarmo Mitt         | Estonia           | 24     |
| 2.      | Phil Pfister       | Stany Zjednoczone | 21     |
| 3.      | Elbrus Nigmatullin | Rosja             | 16     |
| 4.      | Dominic Filiou     | Kanada            | 15,5   |
| 5.      | Darren Sadler      | Anglia            | 13,5   |

Obrońca tytułu, ubiegłoroczny mistrz świata Phil Pfister rozegrał eliminacje taktycznie. Nie walczył o maksymalną ilość punktów, oszczędzając siły przed finałem i nie narażając się na kontuzję.
Grupa 2
| Miejsce | Zawodnik         | Kraj              | Punkty |
| ------- | ---------------- | ----------------- | ------ |
| 1.      | Don Pope         | Stany Zjednoczone | 21,5   |
| 2.      | Sebastian Wenta  | Polska            | 21     |
| 3.      | Stojan Todorczew | Bułgaria          | 17     |
| 4.      | Mark Westaby     | Anglia            | 16     |
| 5.      | Karl Gillingham  | Stany Zjednoczone | 14,5   |

Sebastian Wenta znalazł się w bardzo silnej grupie wysokich zawodników (w tej samej grupie był Don Pope, ubiegłoroczny drugi wicemistrz świata strongman). Sebastian Wenta rozpoczął eliminacje bardzo słabo, zajmując kolejno miejsce trzecie (konkurencja wiązana: spacer farmera + przenoszenie dwóch beczek), czwarte (uchwyt Herkulesa) i znowu czwarte (przysiad z maszyną). Wygrał czwartą konkurencję (Overhead Safe Lift) i piątą (Keg Toss), a w ostatniej (załadunek kul) zajął drugie miejsce, dzięki czemu ostatecznie zakwalifikował się do finału.
Grupa 3
| Miejsce | Zawodnik       | Kraj              | Punkty |
| ------- | -------------- | ----------------- | ------ |
| 1.      | Mark Felix     | Anglia            | 26,5   |
| 2.      | Kevin Nee      | Stany Zjednoczone | 21,5   |
| 3.      | Jarosław Dymek | Polska            | 17     |
| 4.      | Florian Trimpl | Niemcy            | 16,5   |
| 5.      | Derek Boyer    | Australia         | 8,5    |

Grupa 4
| Miejsce | Zawodnik             | Kraj              | Punkty |
| ------- | -------------------- | ----------------- | ------ |
| 1.      | Mariusz Pudzianowski | Polska            | 25     |
| 2.      | Dave Ostlund         | Stany Zjednoczone | 19     |
| 3.      | Jimmy Marku          | Anglia            | 18,5   |
| 4.      | Janne Virtanen       | Finlandia         | 14     |
| 5.      | Boris Haraldsson     | Islandia          | 12,5   |

Grupa 5
| Miejsce | Zawodnik          | Kraj              | Punkty |
| ------- | ----------------- | ----------------- | ------ |
| 1.      | Terry Hollands    | Anglia            | 23,5   |
| 2.      | Magnus Samuelsson | Szwecja           | 23     |
| 3.      | Raivis Vidzis     | Łotwa             | 19,5   |
| 4.      | Jason Bergmann    | Stany Zjednoczone | 12,5   |
| 5.      | Richard Skog      | Norwegia          | 11,5   |

## Finał
FINAŁ – WYNIKI SZCZEGÓŁOWE
Data: 21, 22, 23 września 2007 r.

Miejsce: Anaheim  Stany Zjednoczone
| Miejsce | Zawodnik             | Kraj              | Punkty           |
| ------- | -------------------- | ----------------- | ---------------- |
| 1.      | Mariusz Pudzianowski | Polska            | 59               |
| 2.      | Sebastian Wenta      | Polska            | 54               |
| 3.      | Terry Hollands       | Anglia            | 52               |
| 4.      | Phil Pfister         | Stany Zjednoczone | 46               |
| 5.      | Magnus Samuelsson    | Szwecja           | 39               |
| 6.      | Dave Ostlund         | Stany Zjednoczone | 38               |
| 7.      | Mark Felix           | Anglia            | 33,5             |
| 8.      | Kevin Nee            | Stany Zjednoczone | 31               |
| 9.      | Don Pope             | Stany Zjednoczone | 21,5             |
| 10.     | Tarmo Mitt           | Estonia           | 0 (kontuzjowany) |

## Nagrody
| Miejsce | Wysokość nagrody |
| ------- | ---------------- |
| 1.      | 42 500 $         |
| 2.      | 25 750 $         |
| 3.      | 15 500 $         |
| 4.      | 8300 $           |
| 5.      | 5800 $           |

## Zawodnicy rezerwowi
Zawodnicy rezerwowi zastępują zawodnika w razie kontuzji lub rezygnacji z udziału w zawodach.
Zawodnicy rezerwowi: Espen Aune  Norwegia i Jessen Paulin  Kanada.